# Società Sportiva R.O.I. Lazio Calcio Femminile 1982
Questa voce raccoglie le informazioni riguardanti la Società Sportiva R.O.I. Lazio Calcio Femminile nelle competizioni ufficiali della stagione 1982.

## Rosa
Rosa aggiornata alla fine della stagione.
| N. |                      | Ruolo | Calciatrice        |
| -- | -------------------- | ----- | ------------------ |
|    | Danimarca (bandiera) | A     | Susanne Augustesen |
|    | Italia (bandiera)    | C     | Elena Biondi       |
|    | Italia (bandiera)    | P     | Patrizia Carocci   |
|    | Italia (bandiera)    | D     | Giselda Cherubini  |
|    | Italia (bandiera)    | A     | Antonella Del Rio  |
|    | Italia (bandiera)    | D     | Maura Furlotti     |
|    | Italia (bandiera)    | A     | Ida Golin          |
|    | Italia (bandiera)    | C     | Rita Messina       |
|    | Italia (bandiera)    | D     | Ornella Montesi    |

| N. |                   | Ruolo | Calciatrice          |
| -- | ----------------- | ----- | -------------------- |
|    | Italia (bandiera) | A     | Patrizia Mudanò      |
|    | Italia (bandiera) | C     | Maria Paola Musici   |
|    | Italia (bandiera) | A     | Rosanna Rinaldi      |
|    | Italia (bandiera) | D     | Rosa Rocca           |
|    | Italia (bandiera) | P     | Eva Russo            |
|    | Italia (bandiera) | C     | Gloria Schmitt       |
|    | Italia (bandiera) | D     | Silvia Silvaggi      |
|    | Italia (bandiera) | D     | Maria Sossella       |
|    | Italia (bandiera) | D     | Patrizia Spaccatrosi |